# Jean Cariou

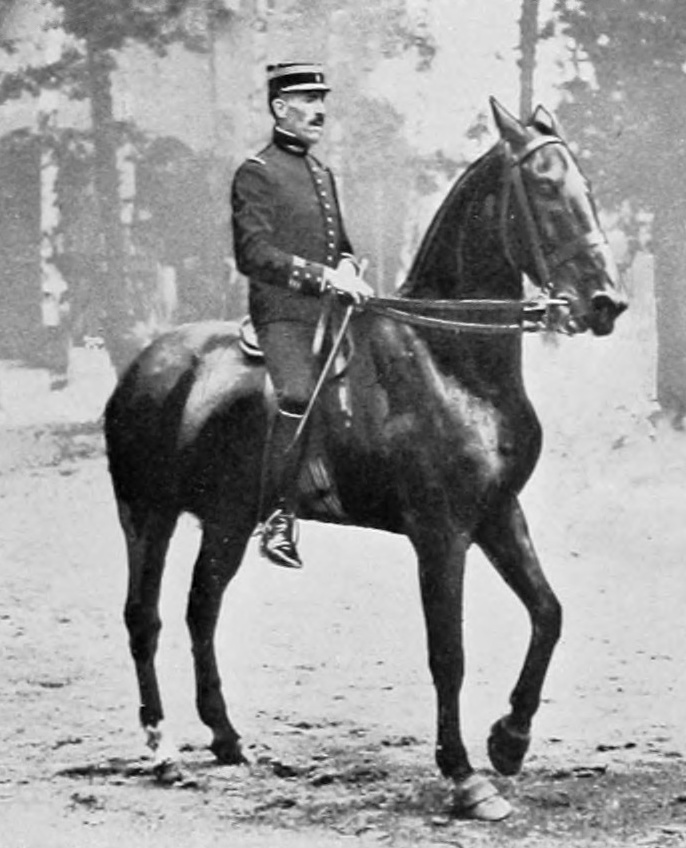
Jean Cariou (1912)

Jean Cariou (* 23. September 1870 in Peumérit; † 7. Oktober 1951 in Boulogne-Billancourt) war ein französischer Vielseitigkeits- und Springreiter. Bei den Olympischen Spielen 1912 in Stockholm gewann er mit seinem Pferd Mignon die Goldmedaille in der Einzelwertung sowie die Silbermedaille mit der Mannschaft im Springreiten. Auf Cocotte errang er die Bronzemedaille in der Vielseitigkeits-Einzelwertung.